# ジュゲム〜こち亀バージョン
「ジュゲム〜こち亀バージョン」（ジュゲム こちかめバージョン）は、両津勘吉（ラサール石井） and 大江戸台風族のシングル。2004年7月7日にジャパンレコードから発売された。

## 概要
- フジテレビ系列で放送されたテレビアニメ『こちら葛飾区亀有公園前派出所』のエンディングテーマとして[2]、第327話（2004年6月20日）から第340話（2004年12月12日）まで使用された。
- 落語の「寿限無」をラップ調に歌った楽曲となっている[3]。
- 大江戸台風族にとっては、前作に引き続き「寿限無」をアレンジした楽曲である[4]。
- アルバム未収録となっている。

## 収録曲
（全作曲・編曲：関川秀行）
1. ジュゲム〜こち亀バージョン [3:50]
作詞：川崎敏郎+古典落語
2. ジュゲム〜こち亀バージョン（オリジナルカラオケ） [3:50]
3. ジュゲム〜こち亀バージョン（Remix） [2:20]
4. Here Comes The Typhoon（Remix） [4:17]